# Conferencias de La Haya de 1899 y 1907
Las Conferencias de La Haya fueron dos conferencias sostenidas por diversos Estados en 1898 y 1907. Se inspiran en los trabajos del Proyecto de declaración concerniente a las leyes y costumbres de la guerra en Bruselas 1874 sobre leyes de la guerra, propuesta por el zar Alejandro II. La propuesta de la primera conferencia fue enviada por el conde Mouravieff, a nombre del zar Nicolás II, en un documento conocido como la circular Mouravieff.
Aunque se logró avanzar en el tema de la reglamentación de la guerra y la creación de un tribunal internacional de arbitraje, no se logró el objetivo principal de la Conferencia, la limitación de los armamentos. En 1904, la Unión Interparlamentaria, reunida en San Luis, sugirió al presidente Theodore Roosevelt iniciar los contactos para una segunda conferencia que resolviera los temas pendientes de la conferencia de 1899. La guerra ruso-japonesa de 1905 retrasó la celebración de la segunda Conferencia. El gobierno ruso cabildeó la realización de esta segunda conferencia, para lo cual el zar Nicolás II envió a su consejero privado, el profesor Fiódor Martens, a recorrer las capitales europeas durante el otoño de 1906 para convencer a las potencias de la necesidad de una nueva conferencia.

## Conferencia de La Haya de 1899

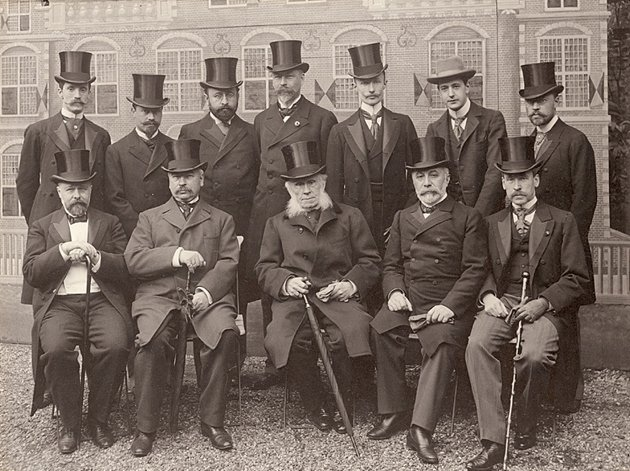
Delegación rusa a la Conferencia de Paz de La Haya de 1899. El profesor Martens, quien encabezó esta delegación, es considerado uno de los artífices de la misma.

### Temas de la Conferencia
Esta conferencia se celebró en La Haya del 15 de mayo al 31 de julio de 1899. Los puntos principales a los cuales la conferencia se abocó, según la circular del Conde Mouravieff, fueron:

1. Un acuerdo para no incrementar, por un período, los presentes efectivos de las fuerzas armadas y navales, y al mismo tiempo, a no incrementar los gastos militares en adelante; y de manera preliminar, examinar los medios en que esto pueda lograrse.
2. Prohibir el uso en los ejércitos y las flotas navales de nuevos tipos de armas y nuevos explosivos o cualquier otro tipo de detonantes más poderosos de los que son utilizados actualmente, lo mismo en rifles o cañones.
3. Restringir el uso en la guerra terrestre de los explosivos formidables que ya existen, y prohibir el lanzamiento de proyectiles o explosivos de cualquier tipo desde globos o de cualquier tipo de dispositivos similares.
4. Prohibir el uso, en la guerra naval, de buques y submarinos cargados de torpedos, u otros dispositivos similares. Dar garantías de que no se construirán buques con esta tecnología.
5. Aplicar las estipulaciones sobre guerra naval de a Conferencia de Ginebra de 1864, sobre la base de los artículos adicionados en 1868.
6. Neutralizar las embarcaciones utilizadas en el rescate de la toma de buques por escuadras beligerantes.
7. Revisar la Declaración concerniente a las leyes y costumbres de guerra elaboradas en 1874 por la Conferencia de Bruselas, que se ha mantenido sin ratificarse hasta la fecha.
8. Aceptar el principio del uso de los buenos oficios, la mediación y el arbitraje en los casos que así lo requieran, con el objeto de prevenir los conflictos armados entre las naciones; así como llegar a un acuerdo con respecto al modo de emplear los buenos oficios, y establecer una práctica uniforme sobre su uso.

### Participantes
| - Alemania - Austria-Hungría - Bulgaria - China - Dinamarca - España - Estados Unidos - Francia | - Grecia - Italia - Japón - Luxemburgo - México - Montenegro - Imperio otomano - Países Bajos - Persia | - Portugal - Reino Unido - Rumania - Rusia - Serbia - Siam - Suecia y Noruega - Suiza |

## Conferencia de La Haya de 1907
Esta conferencia tuvo lugar en La Haya, del 15 de junio al 18 de octubre de 1907.

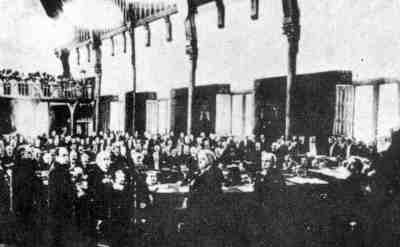
Fotografía de una de las sesiones de la Conferencia de Paz de La Haya de 1907.

### Temas de la Conferencia
Los derechos y deberes de los países neutrales, el bombardeo naval, la colocación de minas submarinas de contacto automático, las costumbres y las condiciones en virtud de las cuales los navíos mercantes podían pasar a ser barcos de guerra

### Participantes
| - Alemania - Argentina - Austria-Hungría - Bélgica - Bolivia - Brasil - Bulgaria - Colombia - Cuba - Chile - China - Dinamarca - República Dominicana - Ecuador | - España - Estados Unidos - Francia - Grecia - Guatemala - Haití - Italia - Japón - Luxemburgo - México - Montenegro - Noruega - Imperio otomano - Países Bajos - Panamá | - Paraguay - Persia - Perú - Portugal - Reino Unido - Rumania - Rusia - El Salvador - Serbia - Siam - Suecia - Suiza - Uruguay - Venezuela |

### Participación de los países latinoamericanos
En esta conferencia, participaron 17 delegaciones de países latinoamericanos, lo que contrasta con la concurrencia registrada Conferencia de 1899 donde solo participó México.  Además, las delegaciones integraron a grandes figuras del derecho y la diplomacia de estos países como: Ruy Barbosa, Roque Sáenz Peña, Luis María Drago, Francisco León de la Barra y José Batlle y Ordóñez quien presidió la delegación de Uruguay que fuera la que propusiera la creación de una alianza para imponer a todos los países el arbitraje compulsorio y la creación de un Tribunal de Arbitraje con sede en La Haya.